# パチスロ桃太郎電鉄
『パチスロ桃太郎電鉄』（パチスロももたろうでんてつ）は、2008年7月にサミーから発売されたパチスロ機（5号機）。保通協における型式名は「桃太郎電鉄G」。
生誕20周年を迎えたハドソンの大ヒットゲーム『桃太郎電鉄シリーズ』を基にしたタイアップ機。販売台数は2009年3月末時点で約1万1千台。

## 概要
BIG BONUS (BB) とMIDDLE BONUS (MB) の2種類のボーナスと、特殊リプレイから突入する7ゲームのリプレイタイム「特急ロード」が搭載されている。
同時抽選機能を採用し、有効ラインは5ライン。3枚がけ専用機（ボーナス中は2枚がけ）。すべての小役にボーナスとの同時当選の可能性がある。台の特徴としては、液晶中央部の後ろが透けて、サイコロが見える「スケビ」と呼ばれる物が搭載されており、各種演出に絡んでくる。
メーカーは公式ガイドブックなどにおいて、「桃太郎電鉄は115km/hオーバー!?」と謳っている。液晶マップとカレンダーは『桃太郎電鉄15』のものを流用している。また音楽は『桃太郎電鉄12』の全国編のBGM『桃鉄2003』（作曲：池毅）を流用している

### BONUS
BIG BONUS
ビッグボーナスは赤7揃い・白7揃い・赤赤白・白白赤の4種類で344枚を超える払い出し枚数で終了。獲得枚数は技術介入で最大311枚。
ビッグ中に予告音（汽笛）が発生した場合はスイカとチェリーと赤赤桃と白白桃の同時成立で、どれを狙っても揃い15枚獲得できる。
予告音が発生しない場合に一度だけ14枚役「ベル・ベル・黒7」を取得すれば最大311枚を獲得できる。方法は右リールに黒7を狙い、中リールはフリー打ち、左リールは枠上にBARをビタ押しする。
MIDDLE BONUS
ミドルボーナスは赤白白・白赤赤・赤白赤・白赤白の4種類で90枚を超える払い出し枚数で終了。獲得枚数は約91枚。こちらのボーナスでも、上記の14枚役を獲得することが可能だが、獲得した場合は獲得枚数は減ってしまう。

### 特急ロード
7GのプチRT。ボーナス期待度が高い連続演出が展開される。突入条件は特殊リプレイ（リプレイ・スイカ・リプレイ）成立。確率は約1/75。終了条件は7G消化、ボーナス入賞。ボーナス期待度は約30%。
また、銀河タイムという高確率ゾーンもあり、期待度は約62% - 80%。この「銀河タイム」には、特殊リプレイのほか、チャンス小役などからも突入することがある。
なお、以上の期待度・確率はいずれもメーカー発表のものである。

## スペック
※解析値
| 設定 | ボーナス合算 | BB確率   | MB確率   | 機械割  |
| ---- | ------------ | -------- | -------- | ------- |
| 1    | 1/167.61     | 1/293.88 | 1/390.1  | 97.65%  |
| 2    | 1/159.45     | 1/282.48 | 1/366.12 | 99.83%  |
| 3    | 1/148.95     | 1/266.41 | 1/337.81 | 103.01% |
| 4    | 1/137.97     | 1/249.19 | 1/309.13 | 106.69% |
| 5    | 1/128.25     | 1/234.06 | 1/283.71 | 110.43% |
| 6    | 1/117.45     | 1/216.29 | 1/257.00 | 115.20% |